# Vézac (Cantal)
Vézac (okzitanisch: gleichlautend) ist ein französischer Ort und eine Gemeinde mit 1.314 Einwohnern (Stand: 1. Januar 2022) im Département Cantal in der Region Auvergne-Rhône-Alpes. Die Gemeinde gehört zum Arrondissement Aurillac und zum Kanton Vic-sur-Cère.

## Lage
Vézac gehört zur historischen Region des Carladès und liegt etwa 13 Kilometer südöstlich von Aurillac. Der Fluss Cère begrenzt die Gemeinde im Norden. Umgeben wird Vézac von den Nachbargemeinden Yolet im Norden, Saint-Étienne-de-Carlat im Nordosten, Carlat im Osten, Labrousse im Süden und Südosten, Arpajon-sur-Cère im Westen und Südwesten sowie Giou-de-Mamou im Nordwesten.

## Bevölkerungsentwicklung
| Jahr                       | 1962 | 1968 | 1975 | 1982 | 1990 | 1999 | 2006 | 2013 |
| Einwohner                  | 579  | 637  | 743  | 861  | 955  | 952  | 1073 | 1189 |
| Quellen: Cassini und INSEE |      |      |      |      |      |      |      |      |

## Sehenswürdigkeiten
- Romanische Kirche Saint-Sulpice-et-Saint-Roch
- Schloss Caillac, ursprünglich Burganlage, heutiger Bau aus dem 16. Jahrhundert, seit 1997 Monument historique
- Schloss Foulhoules
- Schloss Salles

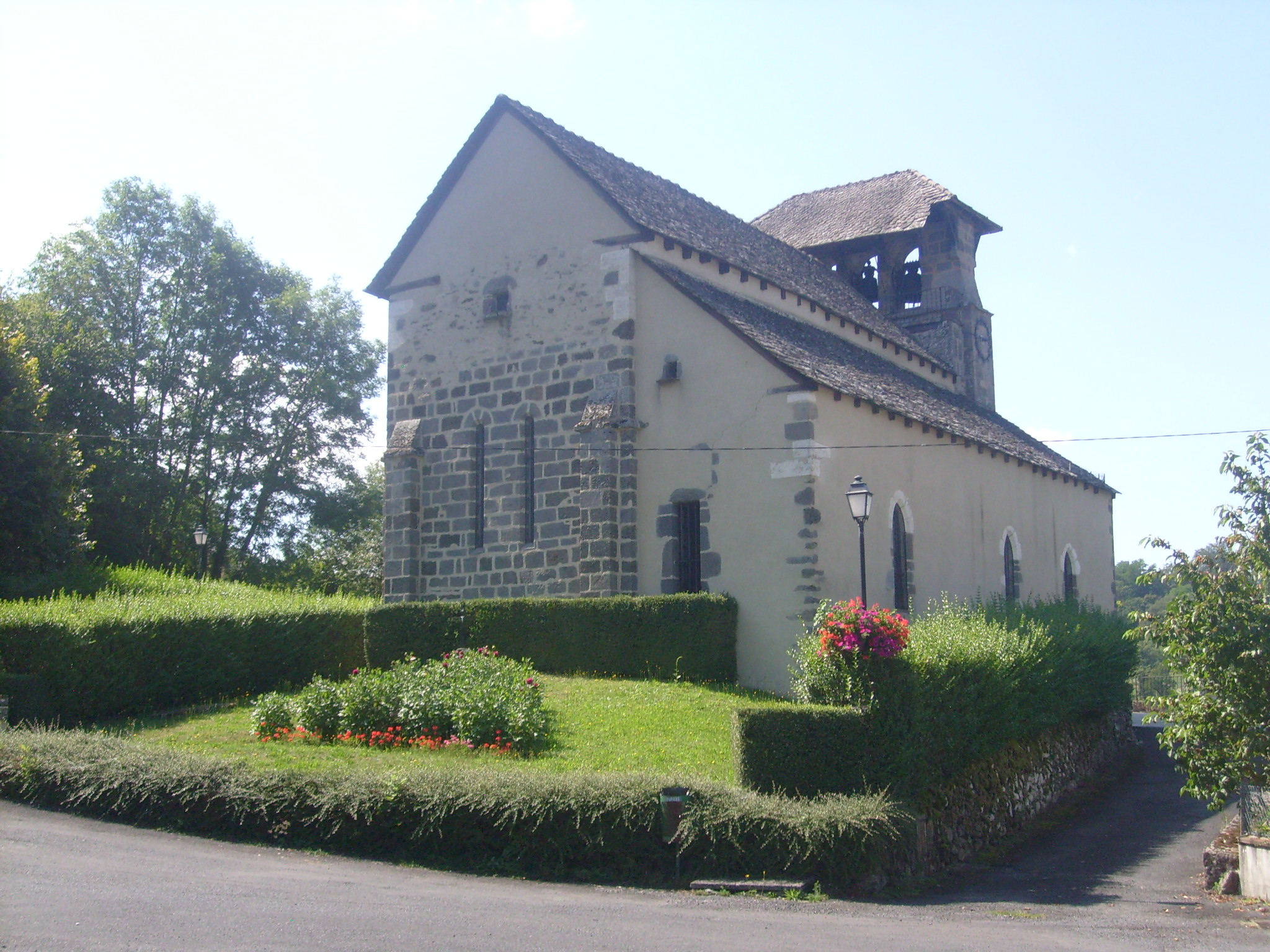
Kirche Saint-Sulpice-et-Saint-Roch
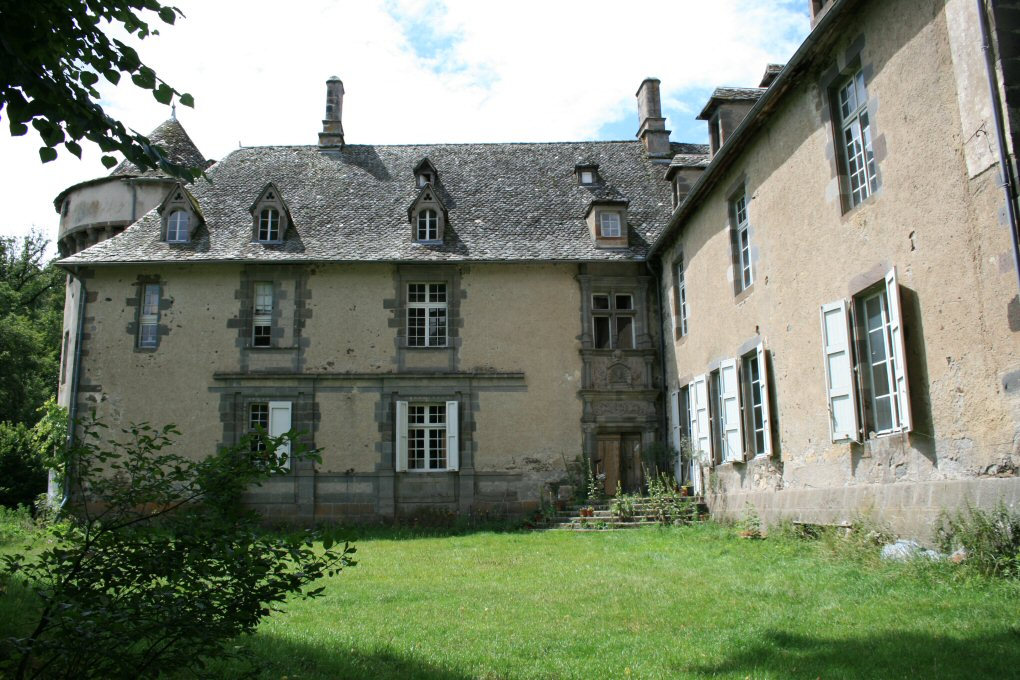
Schloss Caillac
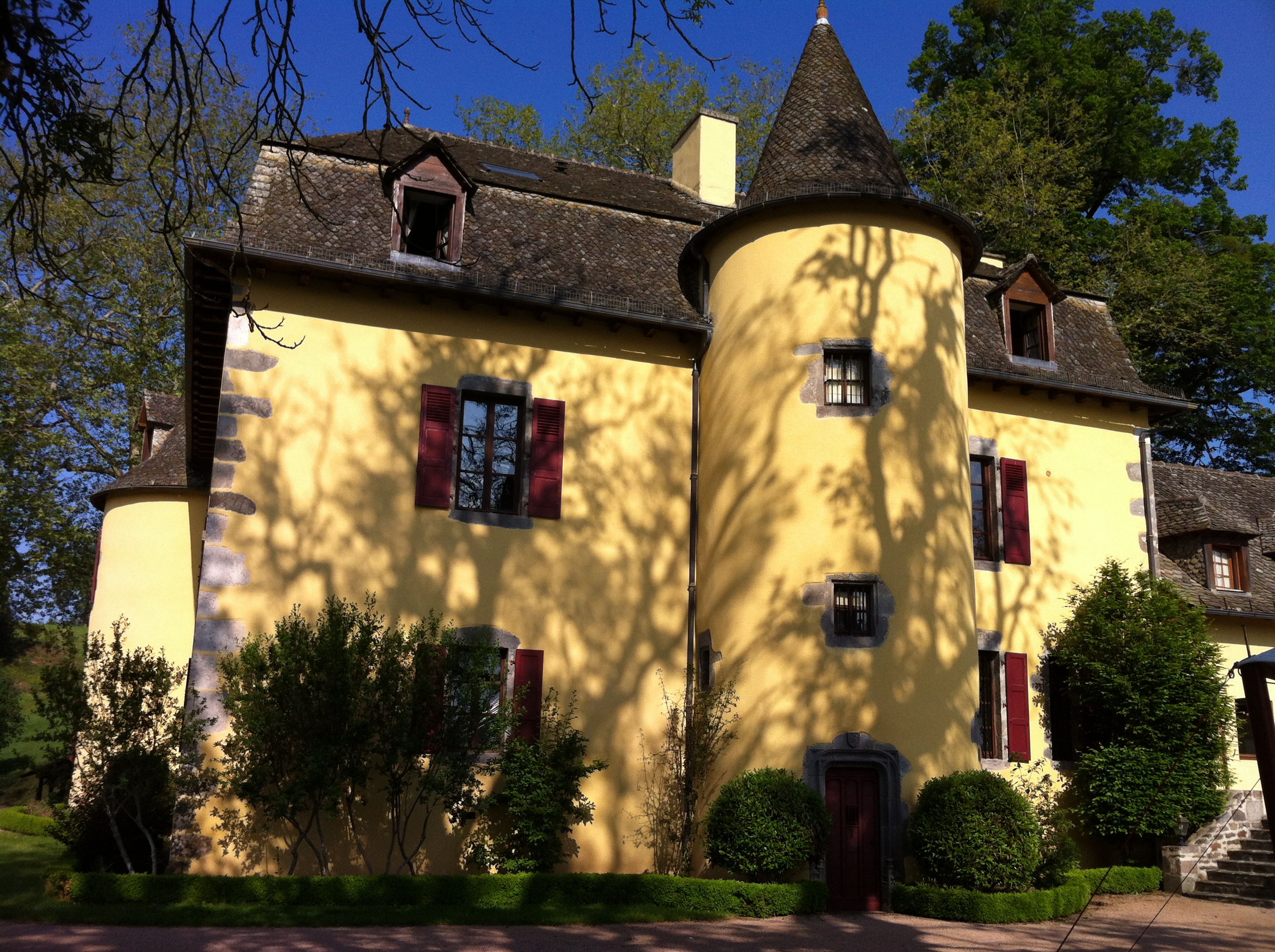
Schloss Salles